# Juan Manuel Gavazzo Buchardo
Juan Manuel Gavazzo Buchardo (Gualeguaychú, Entre Ríos, 13 de diciembre de 1888-París, 14 de abril de 1965), fue un pintor, decorador y escultor argentino.

## Biografía
Su formación artística la cumple en Europa estudiando en la Real Academia de San Fernando y en el taller de López Mezquita, en España. Desde 1915 permanece en París donde estudia en la Academia Ranson, se relaciona con el grupo de los nabis y realiza estudios en los talleres de Maurice Denis,Paul Séruisier y Félix Valloton.
En 1917, junto a Curatella Manes y Alfredo Gutero, entre otros, funda la Asociación de Artistas Argentinos en Europa.
Después de regresar a Argentina, desde el año 1925 hasta 1951, es nombrado Canciller Consular en diferentes países.

## Obra
Gavazzo Buchardo es uno de los introductores del modernismo en Argentina. Si bien ha trabajado como escultor y hecho bajorrelieves tallados de mérito, es en la pintura donde tiene sus mayores logros. Su obra pictórica se caracteriza por un sólido manejo del color, el equilibrio en la composición y la capacidad expresiva. Sus pinturas tienen diversas influencias: Gauguin, Puvis de Chavannes, Odilon Redon, y Gustave Moreau, entre otros. Se destaca en los retratos, especialmente, en los autorretratos, y las naturalezas muertas.